# Gangwa-Brennofen
Der Gangwa-Brennofen bzw. Gangwayao-Brennofen (s. u.) (chinesisch 缸瓦窑, Pinyin Gāngwǎ yáo, englisch Gangwa kiln), auch Chifeng-Brennofen (赤峰窑,  Chìfēng yáo, englisch Chifeng kiln) war ein für sein sogenanntes “weißes Porzellan” (baici) bekannter staatlicher Keramikbrennofen in Nordchina von der Zeit der Liao-Dynastie (Kitan) bis in die Yuan-Dynastie (Mongolen). Er liegt auf dem Gebiet von Chifeng in der Inneren Mongolei, Volksrepublik China und ist nach dem kleinen Ort Gangwayao ca. 60 km südwestlich von Chifeng benannt. Die Stätte wurde von 1995 bis 1998 in drei Ausgrabungen untersucht.
Die Funde der Stätte liefern wichtige Aufschlüsse über Gesellschaft, Kultur, Wirtschaft und Keramikproduktion des Volkes der Kitan (chin. Qidan).
Die Töpfereikunst in Chifeng reicht bis in vorgeschichtliche Zeiten zurück.
Die Stätte des Gangwa-Brennofens steht seit 1996 auf der Liste der Denkmäler der Volksrepublik China (4-54).

## Einzelne Objekte
- Gangwa yao baiyou tihua tian heicai meiping (缸瓦窑白釉剔花填黑彩梅瓶)

## Weitere chinesische Brennöfen
- siehe Liste alter chinesischer Keramikbrennöfen